# Brunswick Zebras FC
El Brunswick Zebras Football Club és un club de futbol semi professional australià de la ciutat de Melbourne.

## Història
El club va ser fundat l'any 1948 amb el nom Juventus per la comunitat italiana de la ciutat. Durant la seva història ha rebut les següents denominacions.
- 1948–1979: Brunswick Juventus
- 1980–1993: Brunswick United Juventus
- 1993–1994: Brunswick Pumas
- 1994–1995: Melbourne Zebras
- 1996–2021: Brunswick Zebras
- 2021–2022: Brunswick Juventus Junior
- 2022-present: Brunswick Zebras

## Palmarès
- Lliga australiana de futbol:[8]
  - 1985